# Hospital Blacktown
El Hospital Blacktown (en inglés: Blacktown Hospital) (conocido oficialmente como Blacktown Mount Druitt Hospital - Blacktown Campus) es un centro hospitalario en Blacktown, Nueva Gales del Sur, Australia. Junto con el Hospital Mount Druitt y los centros comunitarios de salud asociados, forma el Blacktown Mount Druitt Hospital, que es una parte del distrito de salud local de Sídney Occidental (WSLHD).
El hospital Blacktown cuenta con aproximadamente 400 camas. Ofrece una amplia gama de servicios de salud.